# Ciechanowice
Ciechanowice (do 1945 r. niem. Rudelstadt) – wieś w Polsce położona w województwie dolnośląskim, w powiecie kamiennogórskim, w gminie Marciszów, w przełomie Bobru, na pograniczu Gór Kaczawskich i Rudaw Janowickich w Sudetach Zachodnich.
W miejscowości jest przystanek kolejowy Ciechanowice.

## Historia
Pierwsza wzmianka pochodzi z 1203, wieś była wówczas posiadłością opactwa cystersów w Lubiążu. W okresie od XVI do XVIII wieku w Ciechanowicach eksploatowano złoża miedzi, ołowiu i srebra, do czasów współczesnych zachowały się stare sztolnie, hałdy i resztki pieców do wytopu metalu. Dzięki górnictwu miejscowość rozrosła się tak, że w roku 1754 uzyskała prawa miejskie – wolnego miasta górniczego, a wraz z nimi herb, na którym widniały symbole górnicze: skrzyżowane młotki (perlik i żelazko) i wyciąg szybu. Wkrótce potem złoża wyczerpały się, a w roku 1809 Ciechanowice utraciły prawa miejskie.
W latach 1954–1961 wieś należała i była siedzibą władz gromady Ciechanowice, po jej zniesieniu w gromadzie Marciszów. W latach 1975–1998 miejscowość administracyjnie należała do województwa jeleniogórskiego.
W 2019 na wzgórzu parkowym w pobliżu pałacu wybudowano kilkunastometrową wieżę, z tarasem widokowym na wysokości około 10 m.

## Zabytki
Do wojewódzkiego rejestru zabytków wpisane są obiekty:
- Kościół pw. św. Augustyna, parafialny z 1577 r.
- zespół pałacowy:
  - pałac z XVII w., przebudowany w pierwszej połowie XVIII i na przełomie XIX/XX w., otoczony fosą (obecnie pałac jest własnością prywatną)
  - park, z połowy XIX w.

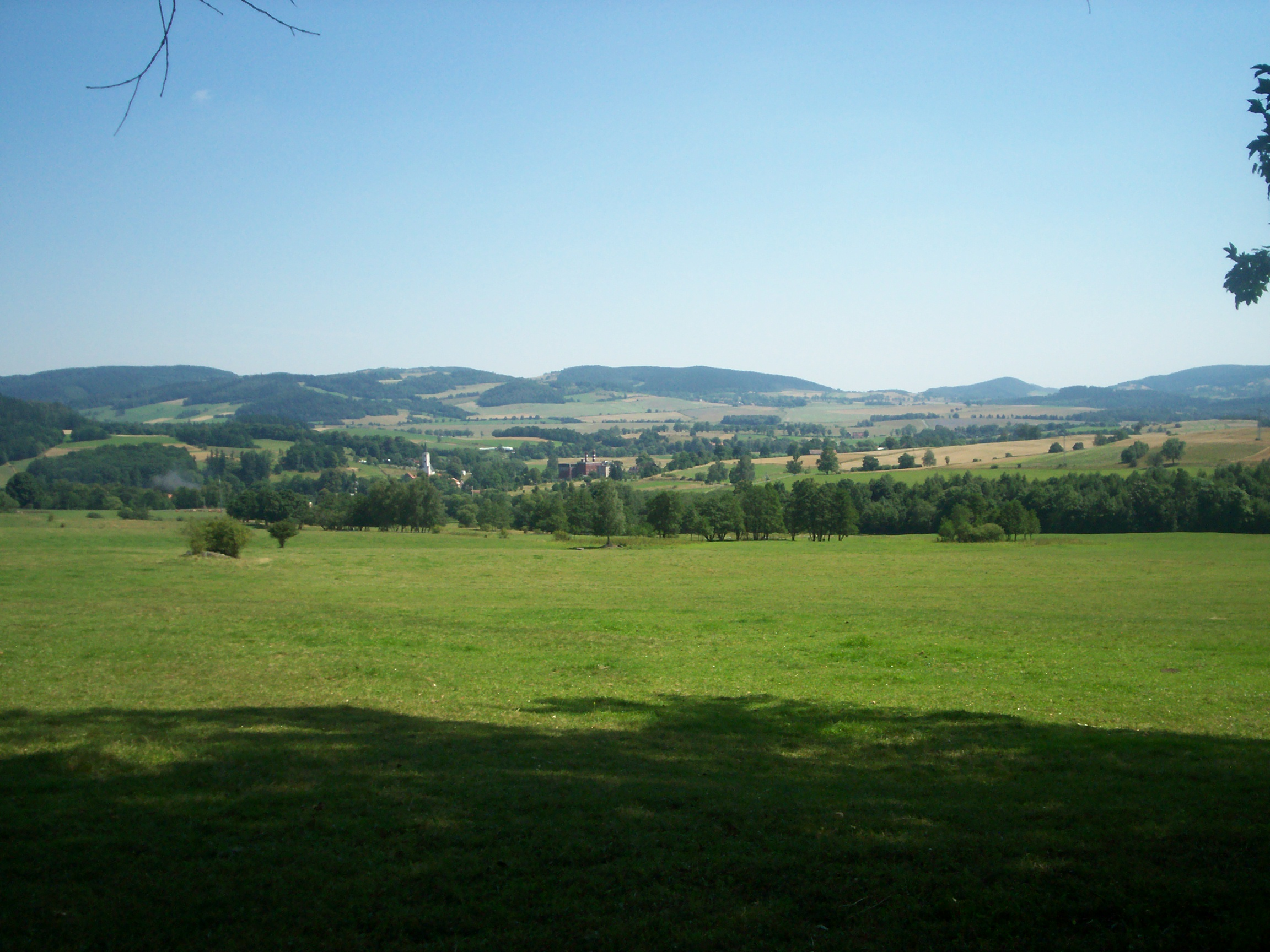
Panorama
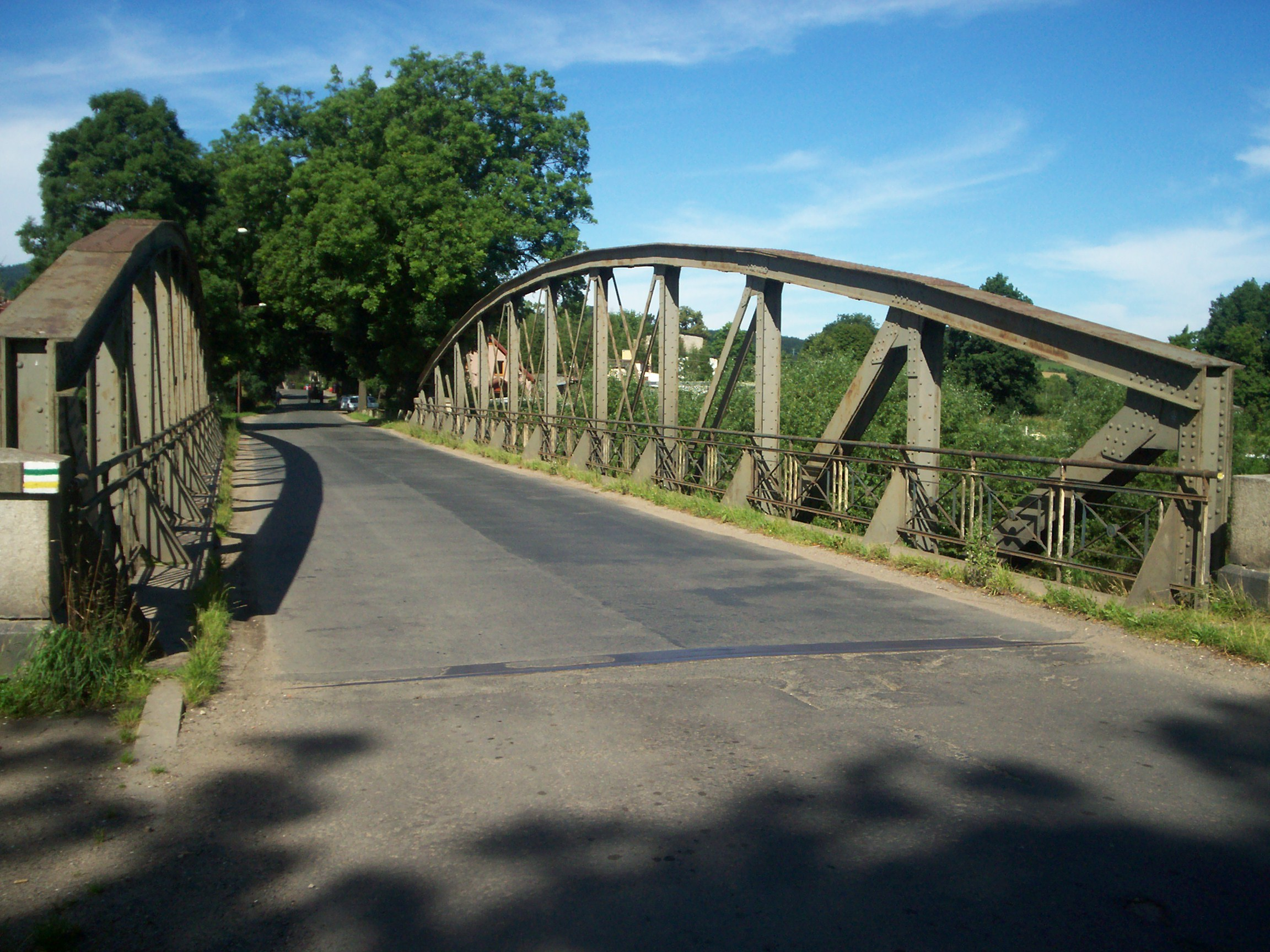
Most na Bobrze
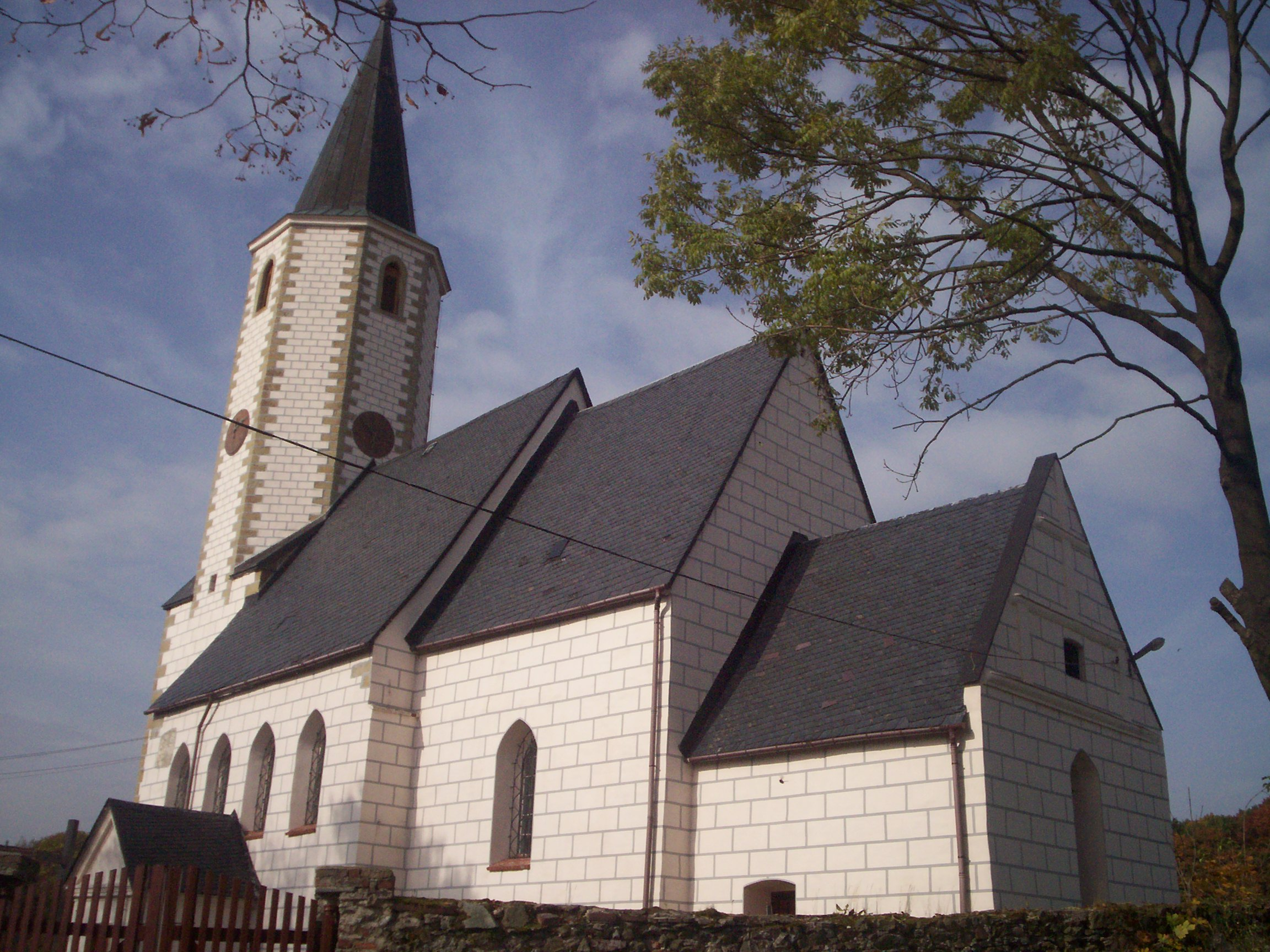
Kościół św. Augustyna
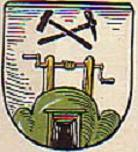
Herb wolnego miasta górniczego Rudelstadt

## Szlaki turystyczne
- do Wieściszowic
- Janowice Wielkie – Ciechanowice – Marciszów[9]